# Лоренс (Нью-Йорк)
Лоренс (англ. Lawrence) — селище (англ. village) в США, в окрузі Нассау штату Нью-Йорк. Населення — 6809 осіб (2020).

## Географія
Лоренс розташований за координатами 40°36′15″ пн. ш. 73°42′46″ зх. д. / 40.60417° пн. ш. 73.71278° зх. д. (40.604103, -73.712824).  За даними Бюро перепису населення США в 2010 році селище мало площу 11,99 км², з яких 9,63 км² — суходіл та 2,36 км² — водойми.

## Демографія
Згідно з переписом 2010 року, у селищі мешкали 6483 особи в 2045 домогосподарствах у складі 1594 родин. Густота населення становила 541 особа/км².  Було 2280 помешкань (190/км²).
Расовий склад населення:
| - 95,6 % — білих - 1,7 % — азіатів - 1,3 % — чорних або афроамериканців |

До двох чи більше рас належало 0,7 %. Частка іспаномовних становила 2,9 % від усіх жителів.
За віковим діапазоном населення розподілялося таким чином: 30,6 % — особи молодші 18 років, 52,5 % — особи у віці 18—64 років, 16,9 % — особи у віці 65 років та старші. Медіана віку мешканця становила 37,3 року. На 100 осіб жіночої статі у селищі припадало 92,2 чоловіків;  на 100 жінок у віці від 18 років та старших — 92,3 чоловіків також старших 18 років.
Середній дохід на одне домашнє господарство  становив 235 306 доларів США (медіана — 140 391), а середній дохід на одну сім'ю — 278 884 долари (медіана — 175 461). За межею бідності перебувало 1,6 % осіб, у тому числі 3,7 % дітей у віці до 18 років та 1,2 % осіб у віці 65 років та старших.
Цивільне працевлаштоване населення становило 2917 осіб. Основні галузі зайнятості: освіта, охорона здоров'я та соціальна допомога — 31,4 %, науковці, спеціалісти, менеджери — 20,3 %, фінанси, страхування та нерухомість — 16,7 %.